# C. J. Vanston
C. J. Vanston, né Jeffery Lynn Vanston à Denver (Colorado, États-Unis), est un auteur-compositeur, producteur et claviériste américain. Il est connu pour ses compositions de musiques de film comme Les Premiers Colons, Fashion victime, ou Slingshot. Il a par ailleurs collaboré avec de nombreux artistes musicaux tels que Prince, Tina Turner, Tears for Fears, Joe Cocker ou encore Toto.